# براد آرثر
براد آرثر (بالإنجليزية: Brad Arthur)‏ هو لاعب دوري الرغبي أسترالي، ولد في 21 مايو 1974 في سيدني في أستراليا.